# Urroz
Urroz település Spanyolországban, Navarra autonóm közösségben. Urroz Lizoain-Arriasgoiti - Lizoainibar-Arriasgoiti, Lónguida – Longida és Izagaondoa községekkel határos. Lakosainak száma 404 fő (2024).

## Népesség
A település népessége az elmúlt években az alábbi módon változott:
| Lakosok száma | 352  | 384  | 378  | 394  | 394  | 398  | 389  | 377  | 400  | 404  |
|               | 2001 | 2004 | 2006 | 2009 | 2011 | 2014 | 2016 | 2019 | 2021 | 2024 |